# 프라이드 파이팅 챔피언십

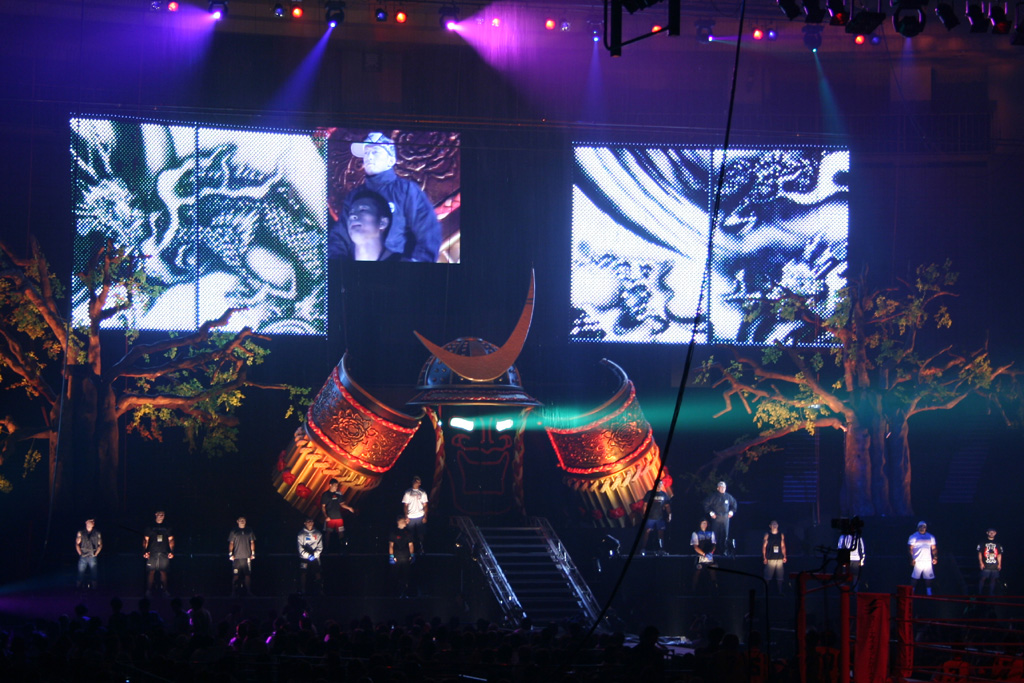

프라이드 파이팅 챔피언십(PRIDE Fighting Championships, 줄여서 프라이드나 프라이드 FC)은 일본을 기반으로 하는 종합격투기 단체였다. 첫 이벤트는 1997년 10월 11일 도쿄 돔에서 열린 PRIDE.1(프라이드 원)이었고 주최사는 구로자와 히로키가 이끈 '격투기 레볼루션 스리핏'이란 뜻의 흥행업체인 KRS였다. 그간 60여 개의 격투기 이벤트가 치러졌고, 전 세계 40개국에 방송되어 세계적으로 인지도가 있던 종합격투기 단체 중 하나였다. 또한 K-1과 함께 했던 2002년 〈Dynamite!〉는 종합격투기 이벤트 사상 최고인 90,000여명의 관중을 기록하기도 했다.
2007년 3월 27일에는 프라이드의 경쟁 단체였던 얼티밋 파이팅 챔피언십의 모회사 주파의 공동 소유자인 페르티타 형제가 드림 스테이지 엔터테인먼트로부터 프라이드를 매입했음을 발표했다. 이후 2007년 4월 8일 열린 〈프라이드 34〉를 마지막으로 어떤 프라이드 이벤트도 열리지 않고 있고, 2007년 10월 4일에는 프라이드의 흥행을 주관하던 프라이드 월드와이드의 일본 사무실이 폐쇄되었다.
2015년 10월 8일 기자회견을 통해 후신 단체인 라이징 FF의 출범을 공식 발표한다.

## 경기 규칙

### 경기 길이
프라이드의 경기는 세 개 라운드로 구성된다. 첫 라운드는 10분, 두 번째와 세 번째는 5분의 시간을 가지고 있고, 각 라운드 간의 휴식은 2분이다. 미국에서 열린 프라이드 이벤트는 네바다주 체육 위원회의 통합 규칙에 따라 타이틀이 없는 경기는 5분 3라운드, 타이틀 경기는 5분 5라운드, 라운드 간 휴식은 1분으로 치러졌다.
그랑프리에서 하루에 두 경기를 치러야 할 경우, 10분 길이의 첫 라운드와 5분 길이의 두 번째 라운드만으로 경기를 치른다. 휴식은 그대로 2분으로 한다.

### 체급 분류
프라이드는 체급에 따라 선수를 분리하지 않기 때문에, 누구든 어느 체급의 상대와도 싸우게 될 수 있다. 챔피언십과 그랑프리에 사용되는 체급은 주어진 체급에서 최고의 선수를 가리기 위해 사용된다.
- 헤비급 (93 킬로그램 초과)
- 미들급 (93 킬로그램 이하)
- 웰터급 (83 킬로그램 이하)
- 라이트급 (73 킬로그램 이하)

### 링
프라이드는 다섯 개의 로프로 둘러싸인 정사각형의 링을 사용하며 각 변의 길이는 7미터이다.

### 복장
프라이드는 복장에 있어 선수 개인의 자유를 허락하지만 오픈 핑거 글러브와 마우스피스 파울컵(국부 보호대)은 필수이다. 몸에 테이핑을 하거나 도복 상하의, 레슬링 슈즈, 무릎과 팔꿈치 패드 혹은 발목 보호대의 착용 여부는 선수의 재량이지만 경기 전에 레퍼리에게 검사를 받아야 한다.

### 승리
경기는 다음과 같은 조건으로 승리할 수 있다.
- 서브미션
  - 선수가 매트나 상대의 몸을 손바닥으로 세 번 두드리거나 구두로 항복을 선언.
- 녹아웃
  - 선수가 합법적인 타격으로 쓰러져서 의식이 없거나 즉시 경기를 지속할 수 없음.
- 테크니컬 녹아웃
  - 레퍼리 스톱: 한 선수가 상대를 위험하게 할 정도로 완벽하게 지배하고 있을 때 레퍼리가 경기를 중단한다.
  - 닥터 스톱: 선수가 합법적인 타격으로 부상을 입고 링 닥터가 경기를 지속할 수 없다고 결정하면 레퍼리가 경기를 중단한다.
  - 몰수 경기: 선수의 코너에서 타월이 날아온다.
- 판정
  - 경기 시간이 모두 끝나면 세 명의 심판에 의해 경기 결과가 결정된다. 경기는 라운드 별이 아닌 전체가 채점되고, 세번때 라운드가 끝나면 각 심판이 반드시 승자를 결정해야 한다. 경기는 무승부로 끝날 수 없다. 판정 기준은 다음과 같은 순서로 우선권을 두고 따른다.

1. 경기를 KO나 서브미션으로 끝내려 한 성과,
2. 상대에게 준 손상,
3. 타격 콤비네이션과 그라운드 제어 능력,
4. 테이크다운과 테이크다운 방어,
5. 공격성,
6. 체중 (체중의 차이가 10 킬로그램 이상이 날 경우).

의도치 않은 금지된 행동(예를 들어 머리의 충돌)이 일어난 뒤 링 닥터의 권고에 따라 경기가 중단되고 경기가 두 번째나 세 번째 라운드를 진행 중이었다면, 같은 기준을 이용해 심판들이 승자를 결정한다.
- 실격
  - 선수가 금지된 행동을 범하거나 레퍼리의 지시를 따르지 않을 경우 옐로 카드나 그린 카드(파이트 머니의 10% 삭감)의 형태로 '경고'를 준다. 세 번의 경고를 받으면 실격이 된다.
  - 선수가 의도적으로 금지된 행동을 함으로써 링 닥터의 권고로 경기가 중단될 경우 그 선수는 실격된다.
  - 윤활제, 연고, 스프레이, 바셀린, 마사지 크림, 헤어 크림 혹은 다른 어떤 물질도 경기 전이나 후에 선수의 몸에 바를 수 없다. 이 중 어떠한 물질이라도 발견될 경우 실격이 된다.
- 무효 경기 
  - 선수 양쪽이 모두 규칙을 위반했을 때, 경기는 '무효 경기'로 공표된다.
  - 아직 첫 번째 라운드만 진행한 상황에서 의도치 않았던 금지된 행동으로 링 닥터의 권고에 따라 경기가 멈춰질 경우, 경기는 무효 경기로 공표된다.

### 반칙
프라이드는 다음과 같은 행동을 반칙으로 간주하고 있다.
1. 박치기.
2. 눈 찌르기.
3. 머리카락 잡아당기기.
4. 물어뜯기.
5. 입, 코 등 구멍에 손가락을 넣는 행위.
6. 모든 종류의 성기 가격.
7. 후두부와 척추를 포함한 머리 뒷 부분에 대한 가격. (래빗 펀치) 머리 측면과 귀 주변 부위는 후두부로 간주되지 않는다.
8. 작은 관절에 대한 기술. (네 개 이상의 손가락/발가락에만 가능.)
9. 머리와 얼굴을 향한 팔꿈치 가격.
10. 고의적으로 상대를 링 밖으로 던지는 행위.
11. 링 밖으로 달려나가는 행위.
12. 고의로 로프를 잡는 행위. 선수는 고의로 팔이나 다리는 로프에 걸칠 수 없고 직접적인 경고를 받게 된다.

선수가 금지된 행동으로 부상을 입었을 때, 레퍼리나 링 닥터의 재량에 따라 선수가 회복할 충분한 시간을 주고 라운드를 재개할 수 있다. 부상이 심각해서 경기를 지속할 수 없다면 금지된 행동을 저지른 선수는 실격패당한다.

### 경기 운영
- 양 선수가 링의 경계 바깥에 있거나 로프에 얽히게 될 경우, 레퍼리는 모든 행동을 멈추게 된다. 선수들은 즉시 그들의 움직임을 멈추고 링의 중앙으로 자리를 옮겨 같은 자세를 잡는다. 자리를 옮기고 나면 레퍼리의 지시에 따라 경기를 재개한다.
- 레퍼리는 선수가 별다른 활동을 보이지 않으면 페널티 카드를 줄 수 있다. 경고 카드를 포함한 모든 카드는 파이트 머니를 10% 삭감한다.

### 다른 체급을 가진 선수간의 경기
프라이드는 다른 체급의 선수나 같은 체급에서도 체중 차이가 나는 선수 간의 대결을 위해 특별 조항을 두고 있다. 상대적으로 가벼운 선수는 다음과 같은 경우에 4점 포지션에서의 무릎이나 다리 공격을 허용할 것인지 선택할 수 있다.
- 양 선수 모두 미들급이고 선수 간의 체중 차이가 10 킬로그램 이상이 될 경우.
- 미들급과 헤비급 사이의 경기이고 선수 간의 체중 차이가 10 킬로그램 이상이 될 경우.
- 양 선수 모두 헤비급이고 선수 간의 체중 차이가 15 킬로그램 이상의 될 경우.

### 프라이드 무사도
무사도 이벤트는 몇 가지 규칙을 다르게 적용한다.
- 무사도 경기는 두 개의 라운드로 구성된다. 첫 라운드는 10분, 두 번째 라운드는 5분이다. 라운드 사이의 휴식은 2분이다.
- 무사도 '챌린지 매치'는 5분 2라운드로 구성된다. 라운드 사이의 휴식은 2분이다.
- 무사도에서는 옐로 카드와 비슷하게 레드 카드를 사용한다. 레드 카드는 파이트 머니를 10% 삭감하는데, 실격 없이 무한정 주어질 수 있다. 레드 카드는 선수가 다음과 같은 행동을 범했을 때 주어질 수 있다.
  - 적극적인 공격을 주저하거나 피할 경우,
  - 경기를 마무리짓거나 상대를 공격하려 하지 않을 경우,
  - 경기를 정체시키기 위해 손이나 다리로 상대의 몸을 잡는 경우.

### 통합 규칙과의 차이점
미국의 몇몇 주에서는 주체육위원회가 요구하는 통합 규칙에 따라 규칙을 수정해서 경기를 치러야 이벤트를 개최할 수 있다. 통합 규칙은 뉴 저지 주 체육 감독 위원회가 도입한 것으로 네바다주 체육위원회에서도 인가 과정에서 적용하고 있다. 프라이드 역시 두 번의 미국 대회에서 통합 규칙에 따라 규칙을 바꾼 바가 있다.
프라이드의 규칙과 통합 규칙의 차이점은 다음과 같다.
- 프라이드는 누워있는 상대의 머리에 무릎 공격이나 발차기 공격을 허락한다. 이것은 통합 규칙에서는 반칙으로 발차기나 무릎으로 머리를 공격하는 것은 서있는 상대에게만 가능하다.
- 프라이드는 누워있는 상대를 발로 밟는 것을 허락한다. 이것은 통합 규칙에서는 반칙이다.
- 프라이드는 상대를 내리꽂는 것(파일드라이버)이 가능하다. 이것은 통합 규칙에서는 반칙이다.
- 프라이드는 상대의 머리에 팔꿈치 공격을 허용하지 않는다. 통합 규칙은 팔꿈치의 끝으로 직접 공격하지 않는다면 팔꿈치 공격을 허용한다.
- 프라이드의 첫 라운드는 10분, 나머지 두 라운드는 5분으로 치러진다. 통합 규칙에서는 라운드가 5분을 넘을 수 없고 휴식도 1분이 주어진다.
- 프라이드의 경기는 10포인트 머스트 시스템으로 판정하지 않고 심판들이 경기 전체를 채점한다. 통합 규칙에서는 모든 경기가 10포인트 머스트 시스템으로 판정되어야 한다.

## 마지막 챔피언들
| 체급     | 챔피언              |
| -------- | ------------------- |
| 헤비급   | 표도르 에멜리아넨코 |
| 미들급   | 댄 헨더슨           |
| 웰터급   | 댄 헨더슨           |
| 라이트급 | 고미 다카노리       |

1. 프라이드 미들급 타이틀은 2007년 9월 8일 영국 런던에서 열린 UFC 75에서 댄 헨더슨이 퀸튼 잭슨에게 지면서 UFC의 라이트헤비급 타이틀로 통합되었다.
2. 프라이드 웰터급 타이틀은 2008년 3월 1일 열린 UFC 82에서 댄 헨더슨이 앤더슨 실바에게 지면서 UFC의 미들급 타이들로 통합되었다.

토너먼트 챔피언:
| 연도/체급       | 챔피언              |
| --------------- | ------------------- |
| 2000년 무차별급 | 마크 콜먼           |
| 2003년 미들급   | 반델레이 시우바     |
| 2004년 헤비급   | 표도르 에멜리아넨코 |
| 2005년 미들급   | 마우리시우 쇼군     |
| 2005년 웰터급   | 댄 헨더슨           |
| 2005년 라이트급 | 고미 다카노리       |
| 2006년 무차별급 | 미르코 크로캅       |
| 2006년 웰터급   | 미사키 가즈오       |

## 같이 보기
- 종합격투기

## 참조
1. ↑  What is PRIDE? 보관됨 2007-10-22 - 웨이백 머신, Official PRIDE site.
2. ↑  PRIDE IS HERE TO STAY: FERTITTAS ACQUIRE PRIDE, MMA Weekly,  보관됨 2007-09-29 - 웨이백 머신
3. ↑  Taro, Kotani (2007년 10월 5일). “PRIDE WORLDWIDE JAPAN OFFICE OFFICIALLY CLOSED”. 《MMAWeekly.com》. 2011년 8월 20일에 원본 문서에서 보존된 문서. 2007년 10월 5일에 확인함.
4. ↑  Mixed Martial Arts Unified Rules of Conduct, Additional Mixed Martial Arts Rules, New Jersey Athletic Control Board. Retrieved April 3 2006
5. ↑  NSAC Regulations: CHAPTER 467 - UNARMED COMBAT. Nevada State Athletic Commission. Retrieved December 5 2006